# Автобан A28 (Німеччина)
Федеральний автобан A28 (A28, нім. Bundesautobahn 28) — німецький автобан пролягає у напрямку захід-схід через Нижню Саксонію, між A31 біля Leer та A1 у Dreieck Stuhr. Весь маршрут входить до мережі європейських доріг як ділянка E 22. Якщо A20 продовжить будувати до запланованого трикутника Вестерстеде, E 22 буде перенесено туди.

## Маршрут

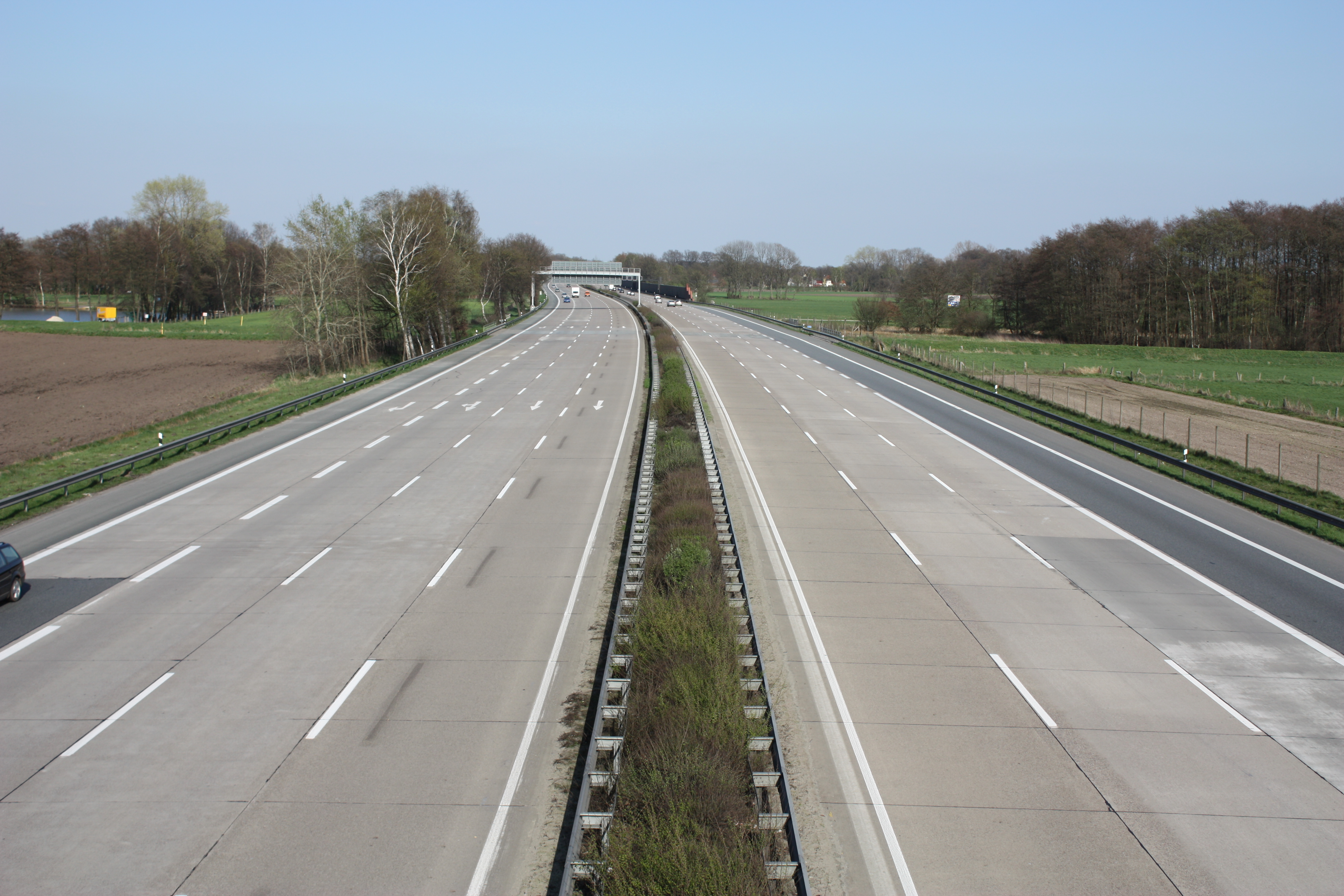
A28 біля Дельменгорста.

Як особливість, A28 плавно переходить у південну гілку A31 у напрямку Боттроп/Обергаузен на західному кінці на розв’язці автостради Leer.
На розв'язці автомагістралі Ольденбург-Захід східна гілка A28 у напрямку Дельменгорста/Бремена плавно зливається з A293. Щоб залишитися на A28, вам потрібно пройти через трикутник в обох напрямках (TOTSO).
В Ольденбурзі A28 з’єднується з A29 (Вільгельмсгафен – Dreieck Ahlhorner Heide). Є дві альтернативи. Пряма пересадка можлива на розв'язці автостради Ольденбург-Ост. Бажано до північної гілки A29 у бік Вільгельмсгафена також можна дістатися від розв’язки автомагістралі Ольденбург-Захід через міську автомагістраль A293.
У районі Ольденбурга A28 є міським автобаном із відносно різкими поворотами. Тут разом з A29 і A293 вона утворює кільцеву дорогу Ольденбурга. AS 14 Oldenburg-Marschweg обслуговує лише схід (Дельменгорста), але не захід (Лера).